# Таємниця Чингісхана
«Таємниця Чингісхана» — український повнометражний художній фільм з двох частин 2002 року режисера Володимира Савельєва.

## Сюжет
1227 рік, остання ніч вмираючого Чингісхана. Тиран намагається обіцянками та погрозами схилити полонену отрарську знахарку Акерке, вдову вченого, вбитого воїнами Чингісхана, до надання йому медичної допомоги. Але патріотична жінка не бажає рятувати життя поневолювача свого народу і суворо викриває свавілля його кривавої влади.

## Головні ролі
- Богдан Ступка
- Олег Драч
- Поліна Лозова
- Сергій Марченко
- Раїса Недашківська
- Сергій Романюк
- Костянтин Степанков

## Режисерська команда
- Режисер: Володимир Савельєв
- Сценаристи: Іван Драч, Володимир Савельєв
- Оператори: Валерій Анісімов, Едуард Тімлін
- Композитор: Євген Станкович
- Актори: Богдан Ступка, Олег Драч, Поліна Лозова, Сергій Марченко, Раїса Недашківська, Сергій Романюк, Костянтин Степанков
- Кіностудія: Національна кіностудія художніх фільмів ім. О.Довженка